# Shanice
Shanice Lorraine Wilson (Pittsburgh, Pensilvania; 14 de mayo de 1973) es una cantante de r&b y new jack swing, compositora, actriz y bailarina estadounidense. En su juventud participó en diversos musicales y apariciones espontáneas en televisión, en 1984 formó parte del reparto secundario de la serie "Kids Incorporated" y poco después participó en el programa "Star Search". Su éxito más grande es "I Love Your Smile".

## Discografía

### Álbumes de estudio
- 1987: Discovery
- 1991: Inner Child
- 1994: 21… Ways To Grow
- 1999: Shanice
- 2006: Every Woman Dreams

## Premios y nominaciones
| Año  | Premio o nominación                                                                   |
| ---- | ------------------------------------------------------------------------------------- |
| 1988 | Premio musical Soul Train nominación para Mejor R&B/Urban nuevo artista contemporáneo |
| 1992 | Premio Grammy nominación para Mejor mujer R&B intérprete vocal ("I Love Your Smile")  |
| 1993 | Premio Golden Lion para el mejor artista internacional                                |
| 2005 | Premio especial para música de Jahruba Atkinson                                       |

- Datos: Q267306
- Multimedia: Shanice (singer) / Q267306